# Transformació afí

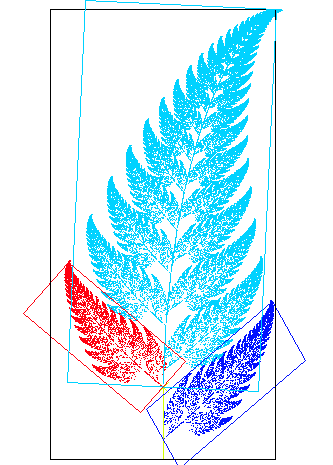
Una imatge d'un fractal en forma de falzia negra que mostra autosimilaritat. Cadascuna de les fulles de la falguera es relaciona amb qualsevol altra fulla mitjançant una transformació afí. Per exemple, la fulla vermella es pot transformar tant a la fulla blau fosc com a la fulla blau clar, mitjançant una combinació de reflexió, rotació, escalat i translació.

En matemàtiques, i més concretament en l'àmbit de la geometria, una transformació afí, aplicació afí o una afinitat (del llatí affīnĭtas, "semblança") és una funció entre espais afins que conserva els punts, les rectes i els plans. Addicionalment, els conjunts de línies paral·leles queden paral·leles després d'una transformació afí. Una transformació afí no necessàriament conserva els angles entre rectes o les distàncies entre punts, encara que conserva les proporcions de distàncies entre punts que pertanyen a una línia recta.
Alguns exemples de transformacions afins són les translacions, els escalats, les homotècies, les semblances, les reflexions, les rotacions, les transformacions de cisallament, i les composicions d'aquestes transformacions en qualsevol combinació i seqüència.
Si {\displaystyle X} i {\displaystyle Y} són espais afins, llavors tota transformació afí {\displaystyle f\colon X\to Y} és de la forma {\displaystyle x\mapsto Mx+b}, on {\displaystyle M} és una transformació lineal de l'espai {\displaystyle X}, {\displaystyle x} és un vector de {\displaystyle X}, i {\displaystyle b} és un vector de {\displaystyle Y}. A diferència d'una transformació purament lineal, no cal que una aplicació afí conservi el punt zero d'un espai lineal. Així, tota transformació lineal és afí, però no tota transformació afí és lineal.
Tot els espais euclidians són afins, però hi ha espais afins que no són euclidians. En coordenades afins, que inclouen les coordenades cartesianes en espais euclidians, tota coordenada de sortida d'una aplicació afí és una funció lineal (en el sentit de càlcul) de totes les coordenades d'entrada. Una altra manera de tractar les transformacions afins sistemàticament és seleccionar un punt com l'origen; llavors, qualsevol transformació afí és equivalent a una transformació lineal (de vectors de posició) seguida d'una translació.

## Definició matemàtica
Una transformació afí {\displaystyle f\colon {\mathcal {A}}\to {\mathcal {B}}} entre dos espais afins és una aplicació sobre els punts que actua linealment sobre els vectors (és a dir, els vectors entre els punts de l'espai). En símbols, {\displaystyle f} determina una transformació lineal {\displaystyle \varphi } tal que, per a qualsevol parell de punts {\displaystyle P,Q\in {\mathcal {A}}},
{\displaystyle {\overrightarrow {f(P)~f(Q)}}=\varphi ({\overrightarrow {PQ}})}
o bé
{\displaystyle f(Q)-f(P)=\varphi (Q-P)}
Aquesta definició es pot interpretar de diverses maneres, que es presenten a continuació.
Si s'escull un origen {\displaystyle O\in {\cal {A}}}, i {\displaystyle B} denota la seva imatge per la transformació, {\displaystyle f(O)\in {\cal {B}}}, llavors es té que, per a qualsevol vector {\displaystyle {\vec {x}}},
{\displaystyle f\colon (O+{\vec {x}})\mapsto (B+\varphi ({\vec {x}})).}
Si també s'escull un origen {\displaystyle O'\in {\cal {B}}}, llavors això es pot descompondre en una transformació afí {\displaystyle g\colon {\cal {A}}\to {\cal {B}}} que envia {\displaystyle O\mapsto O'}, és a dir,
{\displaystyle g\colon (O+{\vec {x}})\mapsto (O'+\varphi ({\vec {x}})),}
seguida per la translació per un vector {\displaystyle {\vec {b}}={\overrightarrow {O'B}}}.
La conclusió és que, de manera intuïtiva, {\displaystyle f} consisteix a una translació i una aplicació lineal.

### Definició alternativa
Donats dos espais afins {\displaystyle {\cal {A}}} i {\displaystyle {\cal {B}}}, sobre el mateix cos, una funció {\displaystyle f\colon {\cal {A}}\to {\cal {B}}} és una aplicació afí si i només si per a qualsevol família {\displaystyle \left\{(a_{i},\lambda _{i})\right\}_{i\in I}} de punts amb pesos de tals que
{\displaystyle \sum _{i\in I}\lambda _{i}=1,}
es té que
{\displaystyle f\left(\sum _{i\in I}\lambda _{i}a_{i}\right)=\sum _{i\in I}\lambda _{i}f(a_{i}).}
En altres paraules, {\displaystyle f} conserva els baricentres.

## Representació
Com s'ha vist abans, una transformació afí és la composició de dues funcions: una translació i una aplicació lineal. L'àlgebra de vectors ordinaris utilitza la multiplicació de matrius per representar aplicacions lineals, i la suma de vectors per representar translacions. Formalment, en el cas de dimensió finita, si l'aplicació lineal es representa per una matriu {\displaystyle A} i la translació com la suma d'un vector {\displaystyle {\vec {b}}}, llavors hom pot representar una aplicació afí {\displaystyle f} que actua sobre un vector {\displaystyle {\vec {x}}} com
{\displaystyle {\vec {y}}=f({\vec {x}})=A{\vec {x}}+{\vec {b}}.}

### Matriu ampliada
Si s'utilitzen una matriu ampliada i un vector ampliat, és possible representar tant la translació com l'aplicació lineal utilitzant una sola multiplicació de matrius. La tècnica necessita que tots els vectors s'ampliïn amb un "1" al final, i que totes les matrius s'ampliïn amb una fila addicional de zeros a la part inferior, una columna addicional (el vector de translació) a la dreta, i un "1" a la cantonada inferior dreta. Si {\displaystyle A} és una matriu,
{\displaystyle {\begin{pmatrix}{\vec {y}}\\1\end{pmatrix}}=\left({\begin{array}{ccc|c}\,&A&&{\vec {b}}\ \\0&\ldots &0&1\end{array}}\right){\begin{pmatrix}{\vec {x}}\\1\end{pmatrix}}}
és equivalent a
{\displaystyle {\vec {y}}=A{\vec {x}}+{\vec {b}}.}
La matru ampliada referida anteriorment s'anomena una matriu de transformació afí. En el cas general, quan no existeix la restricció de què l'últim vector fila sigui {\displaystyle \left({\begin{array}{ccc|c}0&\ldots &0&1\end{array}}\right)}, la matriu esdevé una matriu de transformació projectiva (ja que es pot utilitzar per realitzar transformacions projectives).
Aquesta representació identifica el conjunt de totes les transformacions afins invertibles com el producte semidirecte de {\displaystyle K^{n}} i {\displaystyle GL(n,K)}. Aquest producte és un grup amb l'operació de la composició de funcions, anomenat el grup afí.
Des d'un punt de vista d'aplicacions entre conjunts, la multiplicació ordinària entre matrius i vectors sempre envien l'origen a l'origen i, per tant, mai no poden representar una translació, on l'origen s'ha d'enviar necessàriament a un punt diferent. Quan s'afegeix la coordenada addicional "1" a cada vector, essencialment hom considera l'espai com un subconjunt d'un espai amb una dimensió addicional. En aquest nou espai, l'espai original ocupa el subconjunt on la coordenada addicional és 1. Així, l'origen de l'espai original es troba al punt {\displaystyle (0,0,\ldots ,0,1)}. Llavors sí que és possible una translació en l'espai original, mitjançant una transformació lineal en l'espai de dimensió superior (específicament, una transformació de cisallament). Les coordenades en l'espai de dimensió superior són un exemple de coordenades homogènies. Si l'espai original és euclidià, llavors l'espai de dimensió superior és un espai projectiu real.
L'avantatge d'utilitzar coordenades homogènies és que es poden combinar un nombre qualsevol de transformacions afins en una de sola, mitjançant la multiplicació de les respectives matrius. Aquesta propietat s'utilitza sovint en computació gràfica, visió per computador i robòtica.

#### Exemple de matriu ampliada
Si els vectors {\displaystyle {\vec {x}}_{1},\ldots ,{\vec {x}}_{n+1}} són una base de l'espai vectorial projectiu del domini, i si {\displaystyle {\vec {y}}_{1},\ldots ,{\vec {y}}_{n+1}} són els corresponents vectors de l'espai vectorial codomini, llavors la matriu ampliada {\displaystyle M} que representa aquesta transformació afí
{\displaystyle \left({\begin{array}{c}{\vec {y}}\\1\end{array}}\right)=M\left({\begin{array}{c}{\vec {x}}\\1\end{array}}\right)}
és
{\displaystyle M=\left({\begin{array}{ccc}{\vec {y}}_{1}&\ldots &{\vec {y}}_{n+1}\\1&\ldots &1\end{array}}\right)\left({\begin{array}{ccc}{\vec {x}}_{1}&\ldots &{\vec {x}}_{n+1}\\1&\ldots &1\end{array}}\right)^{-1}.}
Aquesta formulació és vàlida independentment de si els espais vectorials domini, codomini o imatge tenen el mateix nombre de dimensions.
Per exemple, la transformació afí d'un pla vectorial està unívocament determinada per saber on envia l'aplicació els tres vèrtexs d'un triangle no degenerat.

## Propietats

### Conservació de propietats
Qualsevol transformació afí conserva:
1. la col·linealitat entre punts: tres o més punts que pertanyen a la mateixa recta (és a dir, tres punts col·lineals) continuen essent col·lineals després de la transformació.
2. el paral·lelisme: dues o més rectes que són paral·leles continuen essent paral·leles després de la transformació.
3. la convexitat dels conjunts: un conjunt convex continua essent convex després de la transformació. A més, els punts extrems del conjunt original s'envien als punts extrems del conjunt transformat.[5]
4. les proporcions de les longituds al llarg d'una recta: per a punts col·lineals diferents {\displaystyle p_{1}}, {\displaystyle p_{2}}, {\displaystyle p_{3}}, la ràtio de {\displaystyle {\overrightarrow {p_{1}p_{2}}}} i {\displaystyle {\overrightarrow {p_{2}p_{3}}}} és la mateixa que la ràtio de {\displaystyle {\overrightarrow {f(p_{1})f(p_{2})}}} i {\displaystyle {\overrightarrow {f(p_{2})f(p_{3})}}}.
5. els baricentres de col·leccions de punts amb pesos.

### Grups
Una transformació afí és invertible si i només si {\displaystyle A} és invertible. En representació matricial, la inversa és:
{\displaystyle \left({\begin{array}{ccc|c}&A^{-1}&&-A^{-1}{\vec {b}}\ \\0&\ldots &0&1\end{array}}\right).}
Les transformacions afins invertibles (d'un espai afí en ell mateix) forma l'anomenat grup afí, el qual té com a subgrup el grup lineal general de grau {\displaystyle n}, i és un subgrup del grup lineal general de grau {\displaystyle n+1}.
Les transformacions de semblança formen el subgrup on {\displaystyle A} és un escalar multiplicat per una matriu ortogonal. Per exemple, si la transformació afí actua sobre el pla i si el determinant de {\displaystyle A} és 1 o -1, llavors la transformació és una transformació equiàrea, és a dir, una transformació d'una superfície a una altra que conserva l'àrea de les figures. Aquestes transformacions formen un subgrup anomenat grup equi-afí. Una transformació que és alhora equi-afí i una semblança és una isometria del pla amb la distància euclidiana.
Cadascun d'aquests grups té un subgrup de transformacions afins que conserven l'orientació (dites també positives): són aquelles on el determinant de {\displaystyle A} és positiu. En aquest últim cas això és el grup (dins l'espai tridimensional) de moviments de sòlid rígid (rotacions pròpies i translacions pures).
Si existeix un punt fix, llavors hom pot prendre'l com a l'origen, i la transformació afí es redueix a una transformació lineal. Això pot fer que sigui més fàcil comprendre i classificar la transformació. Per exemple, si es descriu una transformació com una rotació d'un cert angle respecte un cert eix, aquest enfocament pot donar una idea més clara del comportament general de la transformació, en comptes de descriure-la com una combinació d'una translació i una rotació. Tanmateix, això pot dependre de l'aplicació i el context.

## Transformació d'imatges
En l'àmbit del processament digital d'imatges, les transformacions afins són anàlogues a imprimir en un full de goma i estirar les vores del full de forma paral·lela al pla. Aquesta transformació reubica els píxels que requereixen interpolació d'intensitat per aproximar el valor dels píxels desplaçats; la interpolació bicúbica és l'estàndard per fer transformacions d'imatges en les aplicacions de processament de la imatge. Les transformacions afins escalen, roten, i fan simetria especular i cisallaments d'imatges segons els exemples següents:
| Nom de transformació                        | Matriu afí | Exemple        |
| ------------------------------------------- | --- | -------------- |
| Identitat (transforma a la imatge original) | {\displaystyle {\begin{pmatrix}1&0&0\\0&1&0\\0&0&1\end{pmatrix}}}                                                  |                |
| Reflexió                                    | {\displaystyle {\begin{pmatrix}-1&0&0\\0&1&0\\0&0&1\end{pmatrix}}}                                                 |                |
| Escala                                      | {\displaystyle {\begin{pmatrix}c_{x}=2&0&0\\0&c_{y}=1&0\\0&0&1\end{pmatrix}}}                                      |                |
| Rotació                                     | {\displaystyle {\begin{pmatrix}\cos(\theta )&\sin(\theta )&0\\-\sin(\theta )&\cos(\theta )&0\\0&0&1\end{pmatrix}}} | On θ = π6 =30° |
| Cisallament                                 | {\displaystyle {\begin{pmatrix}1&c_{x}=0{,}5&0\\c_{y}=0&1&0\\0&0&1\end{pmatrix}}}                                  |                |

### Distorsions afins
Les transformacions afins conserven les rectes paral·leles, però en general provoquen distorsions de les figures, com es pot veure en el següent exemple: 
|  |  |

Això és un exemple de distorsions d'imatges. Tanmateix, les transformacions afins no faciliten projeccions sobre una superfície corbada ni distorsions radials.

## En el pla

Una dilació central. Els triangles A1B1Z, A1C1Z i B1C1Z s'envien a A2B2Z, A2C2Z i B2C2Z, respectivament.

Les transformacions afins en dues dimensions reals inclouen:
- les translacions pures,
- escalar en una direcció donada, respecte a una recta en una altra direcció (no necessàriament perpendicular), combinat amb una translació que no sigui purament en la direcció de l'escalat; si es pren el terme "escalat" en un sentit generalitzat, s'inclouen els casos en què el factor d'escala és zero (projecció) o negatiu; aquest últim cas inclou la reflexió, i combinat amb una translació inclou el cas de les reflexions desplaçades,
- les rotacions combinades amb una homotècia i una translació,
- les transformacions de cisallament combinades amb una homotècia i una translació, o
- les contraccions combinades amb una homotècia i una translació.

Per visualitzar la transformació afí general del pla euclidià, hom pot prender dos paral·lelograms etiquetats ABCD i A'B'C'D'. Sigui quina sigui l'elecció dels punts, existeix una transformació afí T del pla que porta A cap a A', i de manera semblant la resta de vèrtexs. Si hom suposa que s'exclou el cas degenerat en què ABCD té àrea zero, llavors existeix una única transformació afí T d'aquestes característiques. Si es dibuixa una graella completa de paral·lelograms basats en ABCD, la imatge T(P) d'un punt qualsevol P ve determinada pel fet que:
- T(A) = A',
- T aplicada al segment de recta AB és A'B',
- T aplicada al segment de recta AC és A'C', i
- T respecta els múltiples escalars de vectors basats en A.[nota 1]

Les transformacions afins no respecten les longituds o els angles; en canvi, multipliquen l'àrea per un factor constant
àrea d'A'B'C'D' / àrea d'ABCD.
Un transformació afí T pot ser directa (si respecta l'orientació) o indirecta (si inverteix l'orientació), i això es pot determinar pel seu efecte sobre les àrees amb signe (definides, per exemple, pel producte vectorial).

## Exemples

### Sobre els nombres reals
Les funcions {\displaystyle f\colon {\mathbb {R} }\to {\mathbb {R} },\;f(x)=mx+c}, amb {\displaystyle m} i {\displaystyle c} constants, són transformacions afins habituals.

### Sobre un cos finit
L'equació següent expressa una transformació afí sobre GF (28):
{\displaystyle \{a'\}=M\{a\}\oplus \{v\},}
amb
{\displaystyle M\{a\}={\begin{pmatrix}1&0&0&0&1&1&1&1\\1&1&0&0&0&1&1&1\\1&1&1&0&0&0&1&1\\1&1&1&1&0&0&0&1\\1&1&1&1&1&0&0&0\\0&1&1&1&1&1&0&0\\0&0&1&1&1&1&1&0\\0&0&0&1&1&1&1&1\end{pmatrix}},\quad \{v\}={\begin{pmatrix}1\\1\\0\\0\\0\\1\\1\\0\end{pmatrix}}.}
Per exemple, la transformació de l'element {\displaystyle \{a\}=y^{7}+y^{6}+y^{3}+y}, representat com a {\displaystyle \{11001010_{2}\}} en notació big-endian binària, o com a {\displaystyle \{{\mathrm {CA} }_{16}\}} en notació big-endian hexadecimal, es calcula de la següent manera:
{\displaystyle a_{0}'=a_{0}\oplus a_{4}\oplus a_{5}\oplus a_{6}\oplus a_{7}\oplus 1=0\oplus 0\oplus 0\oplus 1\oplus 1\oplus 1=1}
{\displaystyle a_{1}'=a_{0}\oplus a_{1}\oplus a_{5}\oplus a_{6}\oplus a_{7}\oplus 1=0\oplus 1\oplus 0\oplus 1\oplus 1\oplus 1=0}
{\displaystyle a_{2}'=a_{0}\oplus a_{1}\oplus a_{2}\oplus a_{6}\oplus a_{7}\oplus 0=0\oplus 1\oplus 0\oplus 1\oplus 1\oplus 0=1}
{\displaystyle a_{3}'=a_{0}\oplus a_{1}\oplus a_{2}\oplus a_{3}\oplus a_{7}\oplus 0=0\oplus 1\oplus 0\oplus 1\oplus 1\oplus 0=1}
{\displaystyle a_{4}'=a_{0}\oplus a_{1}\oplus a_{2}\oplus a_{3}\oplus a_{4}\oplus 0=0\oplus 1\oplus 0\oplus 1\oplus 0\oplus 0=0}
{\displaystyle a_{5}'=a_{1}\oplus a_{2}\oplus a_{3}\oplus a_{4}\oplus a_{5}\oplus 1=1\oplus 0\oplus 1\oplus 0\oplus 0\oplus 1=1}
{\displaystyle a_{6}'=a_{2}\oplus a_{3}\oplus a_{4}\oplus a_{5}\oplus a_{6}\oplus 1=0\oplus 1\oplus 0\oplus 0\oplus 1\oplus 1=1}
{\displaystyle a_{7}'=a_{3}\oplus a_{4}\oplus a_{5}\oplus a_{6}\oplus a_{7}\oplus 0=1\oplus 0\oplus 0\oplus 1\oplus 1\oplus 0=1.}
Així, {\displaystyle \{a'\}=y^{7}+y^{6}+y^{5}+y^{3}+y^{2}+1=\{11101101_{2}\}=\{{\text{ED}}_{16}\}.}

### En geometria plana

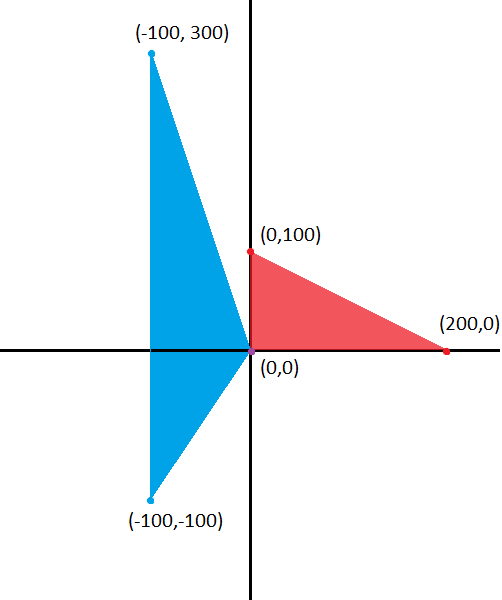
Una transformació afí senzilla en el pla real

Efectes d'aplicar diverses transformacions afins matricials bidimensionals sobre un quadrat unitat. Cal notar que les reflexions matricials són casos especials d'una matriu d'escalat.

Al pla ℝ², la transformació de la figura de l'esquerra ve donada per la següent aplicació:
{\displaystyle {\begin{pmatrix}x\\y\end{pmatrix}}\mapsto {\begin{pmatrix}0&1\\2&1\end{pmatrix}}{\begin{pmatrix}x\\y\end{pmatrix}}+{\begin{pmatrix}-100\\-100\end{pmatrix}}}
La transformació dels tres vèrtexs del triangle original (en vermell) dona tres punts nous que formen el triangle nou (en blau). Aquesta transformació fa esbiaixar i traslladar el triangle original. De fet, tots els triangles estan relacionats uns amb els altres per transformacions afins. Això és cert també per a tots els paral·lelograms, però no per tots els quadrilàters.